# Mond-op-mondbeademing

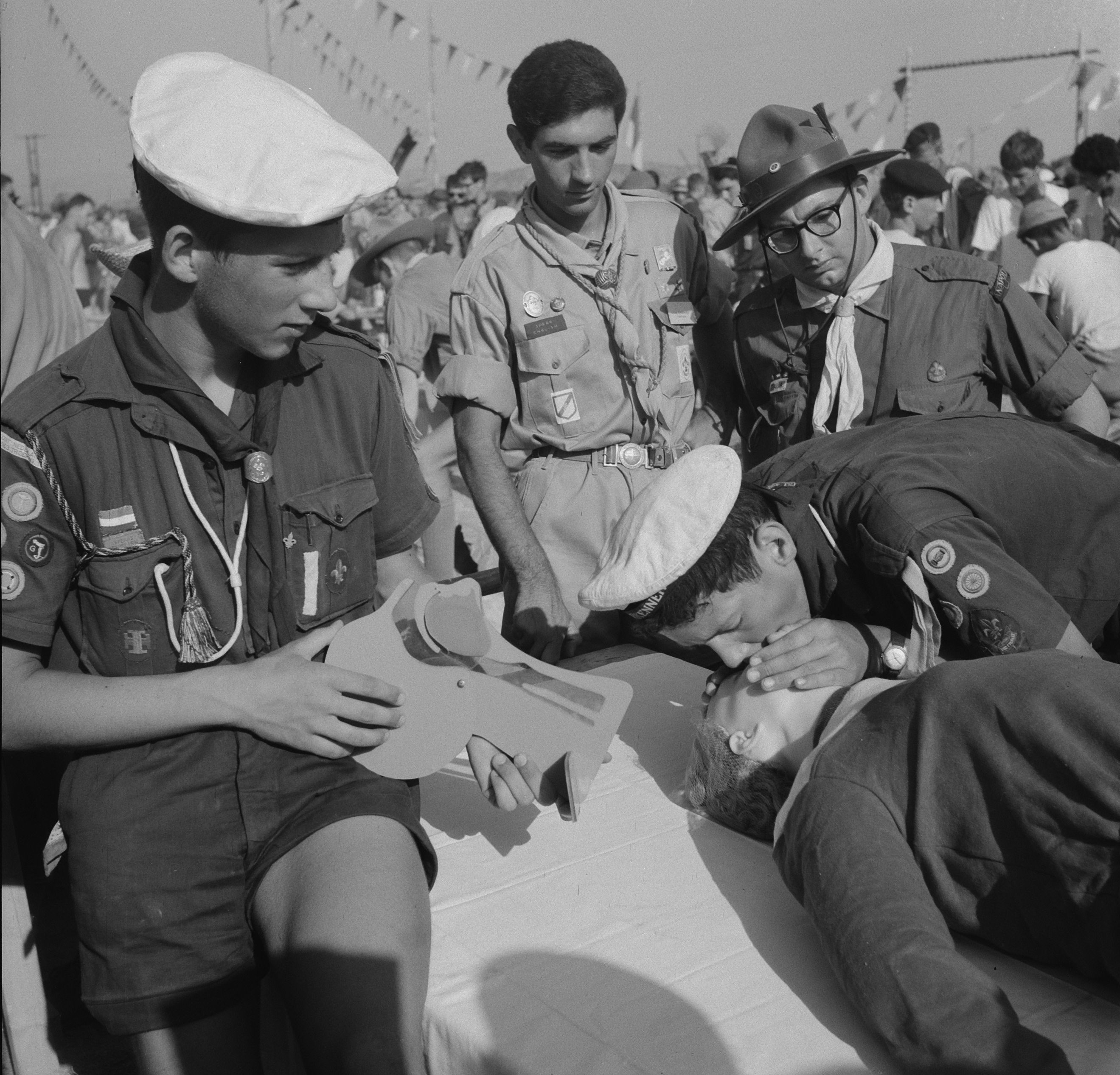
Demonstratie mond-op-mondbeademing (Jamboree 1963)

Mond-op-mondbeademing is een vorm van kunstmatige ademhaling, die als eerste hulp kan worden toegepast bij iemand die zelf niet meer in staat is te ademen. Na het openen van de luchtweg door middel van de kinlift blaast men het slachtoffer lucht in de longen, zodat diens bloed toch van zuurstof wordt voorzien. Bij voorkeur beademt men met een hulpmiddel, zoals een beademingsmasker of -doekje, om wederzijdse besmetting zo goed mogelijk te voorkomen.
In sporadische gevallen bij volwassenen past men mond-op-neusbeademing toe. Kleine kinderen en baby's worden beademd met de zogenaamde mond-op-mond/neus beademing, waarbij men zowel door de mond als neus beademt.
Indien er sprake is van een verslikking en het slachtoffer is zelfstandig in staat om het belemmerende voorwerp uit te hoesten, dan spreekt men van een effectieve hoest. Bij een niet-effectieve hoest is er sprake van een gedeeltelijk belemmerde luchtweg, het slachtoffer is niet in staat om het belemmerende voorwerp uit te hoesten.
Bij een geheel belemmerde luchtweg is er geen (stem)geluid mogelijk, immers er stroomt geen lucht langs de stembanden.
Het onvermogen om zelf te ademen kan verschillende oorzaken hebben:
- Belemmering van de luchtweg:
  - verdrinking
  - afsluiting van de luchtweg door de tong van bewusteloze patiënten
  - afsluiting van de luchtweg door verslikking
- vergiftiging:
  - koolmonoxide (CO)
  - kooldioxide (CO2)

- Tekort aan zuurstof:
  - flauwte
  - longqueeze
  - pneumothorax

## Geschiedenis
In de Middeleeuwen ging het er wat ruiger aan toe. Patiënten bij wie de ademhaling was gestopt werden gegeseld, in tonnen van hoogtes afgerold of achter een galopperend paard gebonden. Dit deed men in een poging het lichaam tot leven te laten “schrikken”.
Tijdens de Tweede Wereldoorlog werd mond-op-mondbeademing toegepast in het Amerikaanse leger.
In 1950 werd door het Amerikaanse Rode Kruis een campagne gevoerd om zo veel mogelijk Amerikaanse burgers te trainen. Als uitbreiding van deze training werd in 1960 reddingsbrigadepersoneel getraind in mond-op-mondbeademing in het water.
In 2007 publiceerde The Lancet een onderzoek van de SOS-KANTO-groep. Deze Japanse wetenschappers ontdekten dat in het geval van een hartaanval hartmassage in combinatie met mond-op-mondbeademing slechts in 10% van de gevallen niet leidde tot substantiële hersenschade. Hartmassage bij individuen met een hartaanval zonder dat mond-op-mondbeademing werd toegepast verhoogde dit percentage tot 22%.

## Bron
1. ↑  SOS-KANTO study group, "Cardiopulmonary resuscitation by bystanders with chest compressor only (SOS-KANTO): an observational study", The Lancet, 16 maart 2007
2. ↑  De officiële EHBO-combinatie van hartmassage en mond-op-mondbeademing deugt niet voor lijders aan een hartstilstand, Noorderlicht, 16 maart 2007